# バーバラ・イエリッチ
バーバラ・イェリッチ（Barbara Jelić, 1977年5月8日 - ）は、クロアチア国籍の女子バレーボール選手。元クロアチア代表。

## 来歴
ユーゴスラビアのノヴォ・メスト出身（現在のスロベニア）。1980年モスクワオリンピックバレーボールユーゴスラビア代表であった父イビツァ・イェリッチの影響で11歳の時からバレーを始めた。ユーゴスラビアからクロアチアに帰化し、1993年にはクロアチア代表に抜擢され、欧州カップ4位でベストブロッカー、1994年には欧州カップ銀メダルでベストサーバー、ジュニア欧州カップでベストアタッカーに選ばれた。また193cmの身長、豪快なスパイクとルックスで注目を集めた。
1994年に高校を休学して父親と共に来日。日本電装で活躍し、第3回Vリーグ3位の原動力となった。1998年の世界選手権では1人で119点を稼ぎ出し、ベストスコアラーに輝いた。その時の監督は父のイビツァである。妹のヴェスナ・イエリッチとともに2000年シドニーオリンピックにも出場した。
2005年の欧州選手権を最後に引退した。
2001年、クロアチアのバスケットボール選手であるトミスラフ・ルジッチと結婚、1男1女の母となった。

## 球歴
- クロアチア代表
  - ワールドカップ - 1995年
  - 世界選手権 - 1998年
  - ワールドカップ - 1999年
  - オリンピック - 2000年

## 受賞歴
- 1995年 - 第1回Vリーグ 猛打賞、サーブ賞
- 1997年 - 第3回Vリーグ 猛打賞
- 1998年 - 世界選手権 ベストスコア賞
- 1998年 - 第4回Vリーグ 猛打賞、特別賞
- 1999年 - ワールドカップ ベストスコア賞
- 1999年 - 第5回Vリーグ 得点王、猛打賞、スパイク賞、特別賞

## 所属クラブ
- 日本電装/デンソーエアリービーズ （1994-1999年）
- Er Volley Napoli （1999-2000年）
- Edison Modena （2000-2001年）
- エジザージュバシュ （2003-2004年）